# .bd
.bd е интернет домейн от първо ниво за Бангладеш. Администрира се от Министерството на пощите и телекомуникациите в Бангладеш. Представен е през 1999 г.